# Спирс, Джейми Линн
Дже́йми Линн Мари́ Спирс (англ. Jamie Lynn Marie Spears; род. 4 апреля 1991) — американская актриса и певица, младшая родная сестра Бритни Спирс. Главная область специализации Джейми Линн — молодёжные телесериалы и другие проекты под руководством компании «Nickelodeon». Девушка получила скандальную известность, когда её мать и она сама согласились дать интервью американскому таблоиду OK! за 1 млн долларов США, во время которого 18 декабря 2007 года они объявили о 3-месячной беременности 16-летней Спирс.

## Биография
Джейми Линн Спирс родилась 4 апреля 1991 года в городе Маккомб (штат Миссисипи), выросла в штате Луизиана в семье Линн и Джеймса Спирс. Джейми Линн — младший ребёнок в семье, кроме сестры Бритни у неё есть брат Брайан.
Свою первую роль в кино Спирс сыграла в 2002 году в фильме «Перекрёстки». В 2002—2004 годах Спирс участвовала в шоу All That на детском канале Nickelodeon. После двух сезонов она покинула шоу для участия в подростковом телесериале «Зоуи 101». Спирс также исполнила заглавную песню сериала Follow Me. «Зоуи 101» сразу стал популярным среди подростков. В 2005 году он был номинирован на прайм-таймовую премию «Эмми», а в 2006 году на церемонии Nickelodeon Kids’ Choice Awards Спирс победила в номинации «лучшая телевизионная актриса». В 2005 году получила премию «Молодой Голливуд».
7 ноября 2011 года состоялся дебютный концерт Джейми Линн в городе Нашвилл, на котором она исполнила собственные песни в стиле кантри.
25 ноября 2013 года вышел дебютный сингл певицы «How Could I Want More». 27 мая 2014 года был выпущен дебютный альбом The Journey.

## Личная жизнь

### Отношения и дети
В 2005—2010 годы Джейми Линн встречалась с Кейси Олдриджем, с которым была также помолвлена с 2008-го по 2009-й год. У бывшей пары есть дочь — Мэдди Брайанн Олдридж (род. 19.06.2008).
С 14 марта 2014 года Джейми Линн замужем за бизнесменом Джейми Уотсоном, с которым она встречалась три года до их свадьбы. У супругов есть дочь — Айви Джоан Уотсон (род. 11.04.2018).
5 февраля 2017 года 8-летняя дочь Джейми Линн, Мэдди, серьёзно пострадала в аварии на мотовездеходе, когда транспорт перевернулся и упал в воду и девочка несколько минут провела под водой; по сообщениям, девочка находилась в критическом состоянии, но в итоге поправилась.

### Беременность
18 декабря 2007 года американский журнал OK! Magazine опубликовал интервью с шестнадцатилетней Спирс, в котором та заявила, что ждет ребёнка. Отцом ребёнка является 18-летний, к тому времени, Кейси Оллридж (род. 29 апреля 1989 года), с которым Спирс встречается уже несколько лет. Мать певицы Линн Спирс тут же попала под обстрел критичной прессы за то, что позволяла её 18-летнему парню ночевать дома. До этого она уже неоднократно подвергалась критике за то, что в своё время не помогла Бритни справиться с её жизненными неурядицами. Сама Джейми заявила, что будет рожать в родном Кентвуде (Луизиана), поскольку хочет для своего будущего ребёнка спокойное будущее.
Телеканал Nickelodeon выпустил следующий пресс-релиз:
Мы уважаем решение Джейми Линн взять на себя ответственность в этой ситуации. Мы знаем, что это непростое время для неё и её семьи, и сейчас наша главная забота — благополучие девушки.
Несмотря на слухи, что в связи с беременностью Спирс Nickelodeon прекратит съемки сериала Zoey 101, представители телеканала заявили, что сериал будет в эфире по крайней мере ещё один сезон.

## Фильмография
| Год       |    | Русское название | Оригинальное название               | Роль                 |
| --------- | -- | ---------------- | ----------------------------------- | -------------------- |
| 2002      | ф  | Перекрёстки      | Crossroads                          | Люси Вагнер в 10 лет |
| 2002—2004 | с  | Всякая всячина   | All That                            |                      |
| 2006      | в  |                  | Zoey 101: Spring Break-Up           | Зоуи Брукс           |
| 2008      | с  |                  | Miss Guided                         | Мэнди Фернер         |
| 2005—2008 | с  | Зоуи 101         | Zoey 101                            | Зоуи Брукс           |
| 2008      | мф |                  | The Goldilocks and the 3 Bears Show | Goldilocks           |

## Дискография
- The Journey (2014)

## Награды
| Год  | Номинированная работа | Награда                                                        | Результат |
| ---- | --------------------- | -------------------------------------------------------------- | --------- |
| 2005 | -                     | Молодой Голливуд                                               | Победа    |
| 2006 | Зоуи 101              | Nickelodeon Kids’ Choice Awards — Лучшая телевизионная актриса | Победа    |